# Beitostølen
Beitostølen is een plaats en wintersportdorp dat behoort tot de gemeente Øystre Slidre in de Noorse provincie Innlandet.
Het ligt aan de RV 51, de Valdresflyveien, in het gebied Valdresflya, op een hoogte van circa 900 m. Beitostølen beschikt over een skigebied en langlauflopen. Hier worden ook wereldkampioenschappen langlauf en biatlon gehouden.